# Серединки (зупинний пункт)
Середи́нки — пасажирський залізничний зупинний пункт Тернопільської дирекції Львівської залізниці на лінії Березовиця-Острів — Ходорів між станціями Денисів-Купчинці (6 км) та Березовиця-Острів (4 км). Розташований у селі Серединки Тернопільського району Тернопільської області.

## Пасажирське сполучення
Приміське сполучення здійснюється дизель-поїздами сполученням Тернопіль — Підвисоке / Ходорів.